# 15.ª etapa del Giro de Italia 2018
La 15.ª etapa del Giro de Italia 2018 tuvo lugar el 20 de mayo de 2018 entre Tolmezzo y Sappada sobre un recorrido de 176 km y fue ganada por el ciclista británico Simon Yates del equipo Mitchelton-Scott, quien completó su tercera victoria en el Giro y acumuló 2 min y 11 s de ventaja sobre Tom Dumoulin antes de la última jornada de descanso y en vísperas de la contrarreloj clave de 34,2 km entre Trento y Rovereto.

## Clasificación de la etapa
| \| Clasificación de la etapa \| Clasificación de la etapa \| Clasificación de la etapa \| Clasificación de la etapa \| Clasificación de la etapa \| \| Ciclista \| Ciclista \| Equipo \| Tiempo \| \| \| ------------------------- \| ------------------------- \| ------------------------- \| ------------------------- \| ------------------------- \| \| 1.º \| Simon Yates \| Mitchelton-Scott \| 4 h 37 min 56 s \| \| \| 2.º \| Miguel Ángel López \| Astana \| + 41 s \| \| \| 3.º \| Tom Dumoulin \| Team Sunweb \| + 41 s \| \| \| 4.º \| Domenico Pozzovivo \| Bahrain-Merida \| + 41 s \| \| \| 5.º \| Richard Carapaz \| Movistar Team \| + 41 s \| \| \| 6.º \| Thibaut Pinot \| Groupama-FDJ \| + 41 s \| \| \| 7.º \| Alexandre Geniez \| AG2R La Mondiale \| + 1 min 20 s \| \| \| 8.º \| Davide Formolo \| Bora-Hansgrohe \| + 1 min 20 s \| \| \| 9.º \| Pello Bilbao \| Astana \| + 1 min 20 s \| \| \| 10.º \| Sam Oomen \| Team Sunweb \| + 1 min 20 s \| \| |                    |                  |                 |
| |                    |                  |                 |
| Fuente: ProCyclingStats |                    |                  |                 |
| Clasificación de la etapa |                    |                  |                 |
| Ciclista | Ciclista           | Equipo           | Tiempo          |
| 1.º | Simon Yates        | Mitchelton-Scott | 4 h 37 min 56 s |
| 2.º | Miguel Ángel López | Astana           | + 41 s          |
| 3.º | Tom Dumoulin       | Team Sunweb      | + 41 s          |
| 4.º | Domenico Pozzovivo | Bahrain-Merida   | + 41 s          |
| 5.º | Richard Carapaz    | Movistar Team    | + 41 s          |
| 6.º | Thibaut Pinot      | Groupama-FDJ     | + 41 s          |
| 7.º | Alexandre Geniez   | AG2R La Mondiale | + 1 min 20 s    |
| 8.º | Davide Formolo     | Bora-Hansgrohe   | + 1 min 20 s    |
| 9.º | Pello Bilbao       | Astana           | + 1 min 20 s    |
| 10.º | Sam Oomen          | Team Sunweb      | + 1 min 20 s    |

## Clasificaciones al final de la etapa

### Clasificación general(Maglia Rosa)
| \| Clasificación general \| Clasificación general \| Clasificación general \| Clasificación general \| Clasificación general \| \| Ciclista \| Ciclista \| Equipo \| Tiempo \| \| \| --------------------- \| --------------------- \| --------------------- \| --------------------- \| --------------------- \| \| 1.º \| Simon Yates \| Mitchelton-Scott \| 65 h 57 min 37 s \| \| \| 2.º \| Tom Dumoulin \| Team Sunweb \| + 2 min 11 s \| \| \| 3.º \| Domenico Pozzovivo \| Bahrain-Merida \| + 2 min 28 s \| \| \| 4.º \| Thibaut Pinot \| Groupama-FDJ \| + 2 min 37 s \| \| \| 5.º \| Miguel Ángel López \| Astana \| + 4 min 27 s \| \| \| 6.º \| Richard Carapaz \| Movistar Team \| + 4 min 47 s \| \| \| 7.º \| Chris Froome \| Team Sky \| + 4 min 52 s \| \| \| 8.º \| George Bennett \| LottoNL-Jumbo \| + 5 min 34 s \| \| \| 9.º \| Pello Bilbao \| Astana \| + 5 min 59 s \| \| \| 10.º \| Patrick Konrad \| Bora-Hansgrohe \| + 6 min 13 s \| \| |                    |                  |                  |
| |                    |                  |                  |
| Fuente: ProCyclingStats |                    |                  |                  |
| Clasificación general |                    |                  |                  |
| Ciclista | Ciclista           | Equipo           | Tiempo           |
| 1.º | Simon Yates        | Mitchelton-Scott | 65 h 57 min 37 s |
| 2.º | Tom Dumoulin       | Team Sunweb      | + 2 min 11 s     |
| 3.º | Domenico Pozzovivo | Bahrain-Merida   | + 2 min 28 s     |
| 4.º | Thibaut Pinot      | Groupama-FDJ     | + 2 min 37 s     |
| 5.º | Miguel Ángel López | Astana           | + 4 min 27 s     |
| 6.º | Richard Carapaz    | Movistar Team    | + 4 min 47 s     |
| 7.º | Chris Froome       | Team Sky         | + 4 min 52 s     |
| 8.º | George Bennett     | LottoNL-Jumbo    | + 5 min 34 s     |
| 9.º | Pello Bilbao       | Astana           | + 5 min 59 s     |
| 10.º | Patrick Konrad     | Bora-Hansgrohe   | + 6 min 13 s     |

### Clasificación por puntos(Maglia Ciclamino)
| Clasificación por puntos | Clasificación por puntos | Clasificación por puntos      | Clasificación por puntos | Clasificación por puntos |
| Ciclista                 | Ciclista                 | Equipo                        | Puntos                   |                          |
| ------------------------ | ------------------------ | ----------------------------- | ------------------------ | ------------------------ |
| 1.º                      | Elia Viviani             | Quick-Step Floors             | 237 pts                  |                          |
| 2.º                      | Sam Bennett              | Bora-Hansgrohe                | 197 pts                  |                          |
| 3.º                      | Simon Yates              | Mitchelton-Scott              | 113 pts                  |                          |
| 4.º                      | Sacha Modolo             | EF Education First-Drapac     | 102 pts                  |                          |
| 5.º                      | Davide Ballerini         | Androni Giocattoli-Sidermec   | 98 pts                   |                          |
| 6.º                      | Marco Frapporti          | Androni Giocattoli-Sidermec   | 89 pts                   |                          |
| 7.º                      | Danny van Poppel         | LottoNL-Jumbo                 | 89 pts                   |                          |
| 8.º                      | Niccolò Bonifazio        | Bahrain-Merida                | 68 pts                   |                          |
| 9.º                      | Eugert Zhupa             | Wilier Triestina-Selle Italia | 64 pts                   |                          |
| 10.º                     | Enrico Battaglin         | LottoNL-Jumbo                 | 59 pts                   |                          |

### Clasificación de la montaña(Maglia Azzurra)
| Clasificación de la montaña | Clasificación de la montaña | Clasificación de la montaña | Clasificación de la montaña | Clasificación de la montaña |
| Ciclista                    | Ciclista                    | Equipo                      | Puntos                      |                             |
| --------------------------- | --------------------------- | --------------------------- | --------------------------- | --------------------------- |
| 1.º                         | Simon Yates                 | Mitchelton-Scott            | 91 pts                      |                             |
| 2.º                         | Giulio Ciccone              | Bardiani CSF                | 52 pts                      |                             |
| 3.º                         | Esteban Chaves              | Mitchelton-Scott            | 47 pts                      |                             |
| 4.º                         | Thibaut Pinot               | Groupama-FDJ                | 46 pts                      |                             |
| 5.º                         | Chris Froome                | Team Sky                    | 36 pts                      |                             |
| 6.º                         | Domenico Pozzovivo          | Bahrain-Merida              | 36 pts                      |                             |
| 7.º                         | Fausto Masnada              | Androni Giocattoli-Sidermec | 35 pts                      |                             |
| 8.º                         | Valerio Conti               | UAE Team Emirates           | 33 pts                      |                             |
| 9.º                         | Matteo Montaguti            | AG2R La Mondiale            | 29 pts                      |                             |
| 10.º                        | Richard Carapaz             | Movistar Team               | 27 pts                      |                             |

### Clasificación de los jóvenes(Maglia Bianca)
| Clasificación del mejor joven | Clasificación del mejor joven | Clasificación del mejor joven | Clasificación del mejor joven | Clasificación del mejor joven |
| Ciclista                      | Ciclista                      | Equipo                        | Tiempo                        |                               |
| ----------------------------- | ----------------------------- | ----------------------------- | ----------------------------- | ----------------------------- |
| 1.º                           | Miguel Ángel López            | Astana                        | 66 h 02 min 04 s              |                               |
| 2.º                           | Richard Carapaz               | Movistar Team                 | + 20 s                        |                               |
| 3.º                           | Ben O'Connor                  | Dimension Data                | + 2 min 45 s                  |                               |
| 4.º                           | Sam Oomen                     | Team Sunweb                   | + 3 min 00 s                  |                               |
| 5.º                           | Maximilian Schachmann         | Quick-Step Floors             | + 33 min 59 s                 |                               |
| 6.º                           | Jack Haig                     | Mitchelton-Scott              | + 35 min 23 s                 |                               |
| 7.º                           | Fausto Masnada                | Androni Giocattoli-Sidermec   | + 36 min 41 s                 |                               |
| 8.º                           | Valerio Conti                 | UAE Team Emirates             | + 40 min 40 s                 |                               |
| 9.º                           | Matej Mohorič                 | Bahrain-Merida                | + 43 min 41 s                 |                               |
| 10.º                          | Felix Großschartner           | Bora-Hansgrohe                | + 47 min 42 s                 |                               |

### Clasificación por equipos"Super Team"
| Clasificación por equipos | Clasificación por equipos | Clasificación por equipos | Clasificación por equipos |
| Equipo                    | Equipo                    | Tiempo                    |                           |
| ------------------------- | ------------------------- | ------------------------- | ------------------------- |
| 1.º                       | Sky                       | 198 h 16 min 59 s         |                           |
| 2.º                       | Mitchelton-Scott          | + 4 min 27 s              |                           |
| 3.º                       | Astana                    | + 5 min 00 s              |                           |
| 4.º                       | Groupama-FDJ              | + 29 min 29 s             |                           |
| 5.º                       | Bora-Hansgrohe            | + 30 min 01 s             |                           |
| 6.º                       | Movistar Team             | + 32 min 13 s             |                           |
| 7.º                       | AG2R La Mondiale          | + 34 min 49 s             |                           |
| 8.º                       | Team Sunweb               | + 47 min 25 s             |                           |
| 9.º                       | Dimension Data            | + 53 min 24 s             |                           |
| 10.º                      | UAE Team Emirates         | + 1 h 10 min 15 s         |                           |

## Abandonos
- Igor Antón, no finalizó la etapa.[2]
- Manuel Senni, no finalizó la etapa.
- Nicolas Roche, no finalizó la etapa.
- Loïc Vliegen, no finalizó la etapa.
- Alessandro Tonelli, no tomó la salida.